# La Oreja de Van Gogh
La Oreja de Van Gogh (špansko van Goghovo uho) je španska glasbena skupina. Izvajajo pop glasbo, besedila so v španščini. Skupina je bila ustanovljena leta 1996 na univerzi v San Sebastiánu. Prvi album Dile al sol (špansko Povej soncu) so izdali leta 1998, sledili so še trije: El viaje de Copperpot, Lo que te conté mientras te hacías la dormida (špansko Kar sem se ti povedala, ko si se pretvarjala, da spiš) in Guapa (špansko Lepa).
 Prodali so več kot 4 milijone albumov, izdali 26 singlov, največje uspešnice pa so La Playa (špansko Plaža), Rosas (špansko Vrtnice) in Muñeca de Trapo (špansko Lutka iz cunj).

## Člani
- Amaia Montero (vokal)
- Pablo Benegas (kitara)
- Alvaro Fuentes (bas)
- Xabi San Martín (klaviature)
- Haritz Garde (bobni)